# Сербиновка (Омская область)
Сербиновка — упразднённая деревня в Павлоградском районе Омской области. На момент упразднения входила в состав Назаровского сельского поселения. Исключена из учётных данных в 1974 г.

## География
Располагалась в 5 км к западу от деревни Назаровка.

## История
Основана в 1911 году. В 1928 году посёлок Сербиновка состоял из 60 хозяйств. В административном отношении входила в состав Бреусовского сельсовета Павлоградского района Омского округа Сибирского края. В 1974 голу решением № 1 Омского облисполкома Сербиновка была исключена из учётных данных.

## Население
По переписи 1926 г. в поселке проживало 287 человек, в том числе 134 мужчины и 153 женщины. Основное население — украинцы.